# RP (complessità)
Nella teoria della complessità computazionale, RP (Randomized Polynomial time, "tempo polinomiale randomizzato") è la classe di complessità dei problemi decisionali eseguiti su una macchina di Turing probabilistica.
Si può inoltre definire una classe molto vicina: co-RP.

## Definizione

### Una prima definizione
La classe RP è l'insieme dei problemi, o in modo equivalente dei linguaggi, per i quali esiste una macchina di Turing probabilistica in tempo polinomiale che soddisfa le seguenti condizioni di accettazione:
- Se la parola non è nel linguaggio, la macchina la rifiuta.
- Se la parola è nel linguaggio, la macchina l'accetta con una probabilità superiore a 1/2.

Si dice che la macchina "sbaglia solo da un lato".

### Definizione formale
Per un polinomio {\displaystyle T} con dimensione dell'input {\displaystyle n}, si definisce {\displaystyle RTIME(T(n))}, l'insieme dei linguaggi {\displaystyle L} per i quali esiste una macchina di Turing probabilistica {\displaystyle M_{L}}, nel tempo {\displaystyle T(n)}, tale che per ogni parola {\displaystyle x} : 
- {\displaystyle x\notin L\Rightarrow Pr(M_{L}(x)=0)=1} .
- {\displaystyle x\in L\Rightarrow Pr(M_{L}(x)=1)\geq {\frac {1}{2}}}.

Allora si può definire RP come: {\displaystyle RP=\cup _{p\in N}RTIME(n^{p})}.

### Il ruolo della costante
La costante 1/2 è in realtà arbitraria, si può scegliere qualsiasi numero (costante) tra 0 e 1 (esclusi).
L'idea è che eseguendo il calcolo indipendentemente un numero polinomiale di volte {\displaystyle p(n)}, si può ridurre la probabilità di errore a {\displaystyle \left({\frac {1}{2}}\right)^{p(n)}} nel caso in cui {\displaystyle x\in L} (pur conservando una risposta sicura nel caso {\displaystyle x\not \in L}).

## La classe co-RP
La classe co-RP è l'insieme di linguaggi per i quali esiste una macchina di Turing probabilistica in tempo polinomiale che soddisfa le seguenti condizioni di accettazione:
- Se la parola è nel linguaggio, la macchina l'accetta.
- Se la parola non è nel linguaggio, la macchina lo rifiuta con una probabilità superiore a 1/2.

(Stessa osservazione per la costante.)

## Relazioni con le altre classi

### Con le classi "classiche"
Si ha la relazione seguente con le classi P e NP: {\displaystyle P\subseteq RP\subseteq NP}
Si utilizza la definizione di macchina di Turing probabilistica con nastro casuale.
{\displaystyle P\subseteq RP}: basta fare il calcolo della macchina da P (ignorando il nastro casuale); la probabilità di errore è allora nulla nei due casi (appartenenza o no).
{\displaystyle RP\subseteq NP}: sia M una macchina in tempo polinomiale randomizzata che decide {\displaystyle L\in RP}. Si costruisce una macchina M' di NP che prevede un nastro casuale tale che M accetta. Se il nastro previsto fa veramente accettare M, allora M' accetta, altrimenti rifiuta.
Se esiste un nastro "buono", perché M non sbaglia, la parola considerata è in {\displaystyle L}. Reciprocamente, se la parola è in {\displaystyle L}, M accetta con una probabilità di almeno 1/2, cioè M accetta sulla metà dei nastri casuali; esiste dunque almeno un nastro casuale che fa accettare e quindi M' lo prevede e accetta.
Osserviamo che questa classe non è più interessante se P=NP.

### Con le altre classi probabilistiche

Inclusioni di classi di complessità probabilistiche

Le inclusioni seguenti mettono in gioco le classi ZPP e BPP.
{\displaystyle ZPP\subseteq RP\subseteq BPP}
Questo discende direttamente dalle definizioni: ZPP è l'intersezione di RP e di  co-RP e BPP con condizioni di accettazione meno stringenti (errore "dai due lati").

## Problemi in RP e co-RP
Quelli di RP sono problemi per i quali esiste un algoritmo probabilistico che soddisfa le condizioni descritte sopra.
Per esempio il problema di sapere se un numero intero è primo è nella classe di complessità co-RP grazie al test di primalità di Miller-Rabin. Infatti, questo problema è lo stesso in P, grazie al test di primalità AKS.
Un problema di co-RP che non è conosciuto essere in P è il problema della "verifica dell'identià ponomiale" (polynomial identity testing), che consiste, dato un polinomio multivariato sotto una qualsiasi forma, nel decidere se esso è identicamente nullo o no. Grazie al lemma di Schwartz–Zippel, si possono riconoscere i polinomi nulli con una buona probabilità valutandoli in un piccolo numero di punti.

## Storia
La classe di complessità RP fu introdotta da John Gill nell'articolo Computational complexity of probabilistic Turing machines (Gill (1977)).